# Ctenidium hastile
Ctenidium hastile là một loài Rêu trong họ Hypnaceae. Loài này được (Mitt.) Lindb. mô tả khoa học đầu tiên năm 1872.